# Directive européenne sur l'harmonisation de certains aspects du droit d'auteur et des droits voisins dans la société de l'information (1993)
Pour les articles homonymes, voir Directive européenne sur l'harmonisation de certains aspects du droit d'auteur et des droits voisins dans la société de l'information.
La Directive 93/98/CEE du Conseil du 29/10/1993 relative à l’harmonisation de la durée de protection du droit d'auteur et de certains droits voisins est une directive de l’Union européenne dans le domaine du droit d'auteur, prise en vertu des dispositions du traité de Rome relatives au marché intérieur. Elle a été remplacée par la directive de 2006 sur la durée de protection du droit d’auteur (2006/116/CE). 
L’objectif principal était de garantir une durée unique pour le droit d’auteur et les droits voisins dans toute l’Union européenne. La durée choisie pour une œuvre est de 70 ans à compter de la mort de l'auteur (post mortem auctoris, pma) pour les droits des auteurs, quelle que soit la date à laquelle l’œuvre a été publiée légalement pour la première fois (article 1), ce qui est plus long que la durée post mortem auctoris de 50 ans requise par la Convention de Berne pour la protection des œuvres littéraires et artistiques (article 7.1, de la Convention de Berne). Lorsque l’auteur est anonyme ou pseudonyme, la durée d’une œuvre de validité du droit d’auteur est de 70 ans à compter de la date de la première publication légale. La directive note que l’objectif initial de la Convention de Berne était de protéger les œuvres pendant deux générations après la mort de l’auteur, et que cinquante ans n’étaient plus suffisants à cette fin (paragraphe 5 du préambule). On dit souvent dit que 70 ans de pma était la durée de protection la plus longue de tous les États membres à l'époque, ce qui n’est pas tout à fait exact et ce n’est pas la raison invoquée dans la directive pour justifier ce choix. Lorsqu’un État membre protégeait une œuvre pendant une période plus longue au moment de l’entrée en vigueur de la directive, la durée du droit d’auteur n’était pas réduite [art. 10(1)], mais les autres États membres ne respectaient pas cette durée prolongée. 
Depuis cette directive européenne, les œuvres tombent dans le domaine public 70 ans après le décès de leur auteur ou, s'il s'agit d'une œuvre de collaboration, 70 ans à compter du décès du dernier auteur survivant. Cette durée de protection échue et sauf prorogation, il n'est plus obligatoire de demander une autorisation aux titulaires des droits sur ces œuvres.

## Modifications
Modifiée à diverses reprises, la directive 93/98 a été refondue dans la directive 2006/116/CE (en).

## Transpositions nationales
La directive a été transposée en droit français, sous le gouvernement Alain Juppé, avec la loi du 27 mars 1997 .